# Gobernación de Ad Dajilía
Ad-Dajilía (en árabe, الداخلية āl-Daḫiliyah) es una de las regiones (mintaqah) de Omán. El centro administrativo es Nizwa.
La región de Ad Dakhiliyah está formada por ocho vilayatos: Nizwa, Samail, Bahla, Adam, Al Hamra, Manah, Izki y Bid Bid.
- Datos: Q792550
- Multimedia: Ad-Dakhiliyyah Governorate, Oman / Q792550